# Mornington (Irlanda)
Mornington (in irlandese: Baile Uí Mhornáin che significa "città del marinaio") è una cittadina sulla costa del Mar d'Irlanda della contea di Meath, in Irlanda.

Insieme con i vicini centri abitati di Laytown e Bettystown costituisce la census town di Laytown-Bettystown-Mornington, con una popolazione complessiva di 10.889 secondo il censimento del 2011.

## Pesca
Mornington era tradizionalmente un villaggio di pescatori basato sulla pesca al salmone e la raccolta dei mitili sul fiume Boyne. La pesca dei mitili è stata sospesa nel 2006 quando la Drogheda Port Company ha iniziato il dragaggio del limo dall'ormeggio di Tom Roe's Point fino al viadotto del Boyne.

## Monumenti
A Mornington si trovano la Maiden Tower (torre della fanciulla) e il Lady's Finger (dito della signora), due strutture che molto probabilmente sono state strumenti di navigazione per le navi che entravano nel fiume Boyne. Il nome originale di Maiden Tower era Mayden Tower; infatti la zona allora era conosciuta come Maydenhayes. La torre era già esistente nel 1582.

## Architetture religiose
A Mornington c'è una chiesa, di rito cattolico, conosciuta come la Stella Maris (in irlandese: Realt Na Mara). In realtà, la chiesa è situata all'interno del territorio di Donacarney ed è stata consacrata nel 1989 in sostituzione di un'analoga chiesa nel territorio di Mornington.

Questa, costruita nel 1841, è in fondo alla strada che si affaccia sul punto in cui il fiume Colpe confluisce nel Boyne al ponte di Mornington.

A sua volta, questa chiesa aveva sostituito una chiesa preriforma le cui rovine si trovano nel vecchio cimitero adiacente.

Si dice che san Patrizio sia sbarcato qui, alla foce del Boyne, anticamente chiamato "Inbhear Colpa", nel suo viaggio per Tara, anche se la chiesa è stata tradizionalmente dedicata a santa Columba.

Un antico pozzo sacro dedicato a san Giovanni era situato nei pressi della nuova chiesa in una zona conosciuta come "The Glen".

## Earl of Mornington
Il titolo di conte di Mornington (Earl of Mornington) è stato per secoli uno dei più prestigiosi titoli nobiliari britannici; ora è un titolo sussidiario dei Duchi di Wellington.